# Juri Alexandrowitsch Golowkin

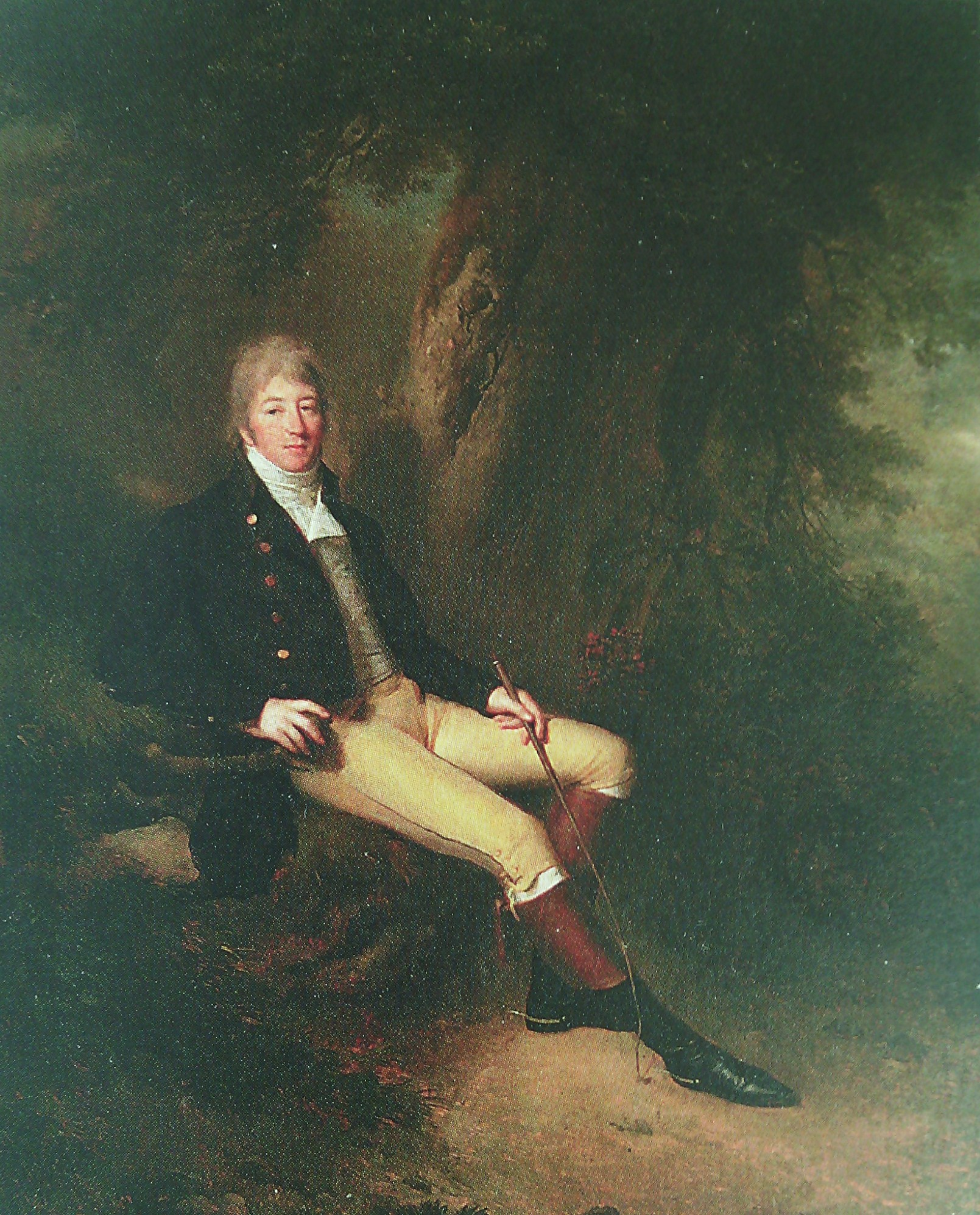
Graf Juri Alexandrowitsch Golowkin (Firmin Massot, 1805)

Juri Alexandrowitsch Golowkin (russisch Юрий Александрович Головкин; * 1. Juli 1762 in Lausanne; † 21. Januarjul. / 2. Februar 1846greg. in Konstantinowo, Ujesd Romny, Gouvernement Poltawa) war ein russischer Diplomat und Botschafter.

## Leben
Golowkins Eltern waren Graf Graf Alexander Alexandrowitsch Golowkin (1732–1781) und Baronesse Wilhelmine Justine von Mosheim, die 1796 in zweiter Ehe Paul-François de Noailles heiratete. Golowkins Großvater Graf Alexander Gawrilowitsch Golowkin war Botschafter in Den Haag, hatte 1715 in Stralsund Katharina von Dohna (Enkelin des Fürsten von Orange und des Earl of Clancarty, Ururenkelin des ersten Earl of Cork) geheiratet und blieb, nachdem sein Bruder Michail Gawrilowitsch Golowkin nach Sibirien verbannt worden war, bis zu seinem Tode in den Vereinigten Niederlanden, so dass seine Kinder reformiert getauft wurden. Golowkins Urgroßvater Gabriel Iwanowitsch Golowkin war russischer Kanzler.

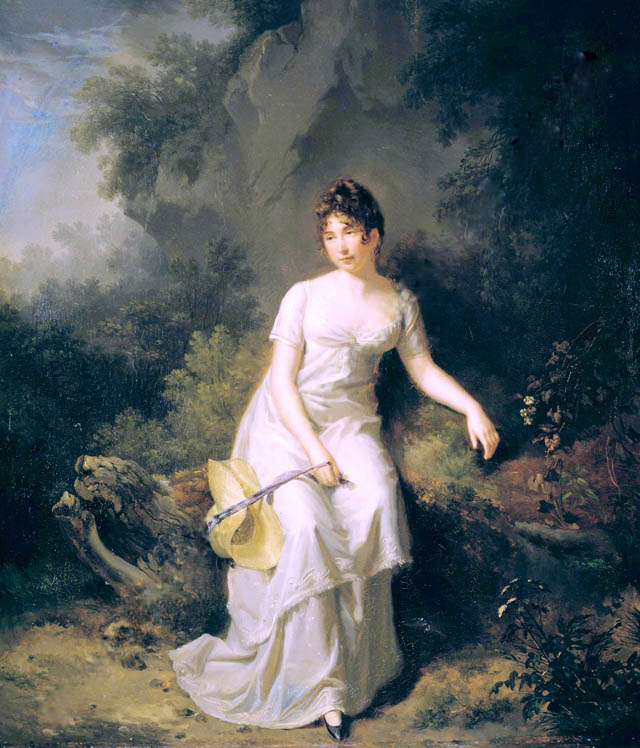
Jekaterina Lwowna Golowkina (Ludwig Guttenbrunn, 1800, Tretjakow-Galerie)

Golowkin erhielt seine Erziehung im Geiste der Philosophie der Enzyklopädisten in Paris bei Charles-Gilbert Romme, der dann zu Graf Alexander Sergejewitsch Stroganow ging. Nach dem Tode des Vaters traten Golowkin und seine Vettern auf Einladung Katharinas II. in russische Dienste. Golowkins Beherrschung der Russischen Sprache war begrenzt. Golowkin trat in das Preobraschensker Leib-Garderegiment ein, wurde 1782 Praporschtschik und 1784 Kammerjunker. Er heiratete im gleichen Jahr die Hofdame Fräulein Jekaterina Lwowna Naryschkina (1762–1820), Tochter des Günstlings Katharinas II. Lew Alexandrowitsch Naryschkin, nachdem Katharina II. den vermögenslosen Golowkin mit großen Landgütern ausgestattet hatte. Die Mitgift der Braut waren 1000 leibeigene Bauern.
1787 begleitete Golowkin Katharina II. auf ihrer Reise auf die Krim. 1792 wurde er Kammerherr (4. Rangklasse). Er übernahm verschiedene diplomatische Aufgaben. 1796 machte der neue Kaiser Paul I. Golowkin zum Senator und Geheimen Rat (3. Rangklasse). Alexander I. ernannte ihn zum Präsidenten des Handelskollegiums und 1804 zum Wirklichen Geheimen Rat (2. Rangklasse).
1805 wurde Golowkin zum außerordentlichen Botschafter in China ernannt. Der offizielle Auftrag war, Kaiser Jiaqing zu seinem Regierungsantritt vor 9 Jahren zu gratulieren. Golowkin sollte daneben die Handelsbeziehungen vertiefen und den Amur für Russland sichern. Für die Botschaft wurden mehr als 300 Personen mit besonderen Uniformen eingestellt, darunter Militärs, Beamte, Wissenschaftler und Geistliche. Dazu gehörte auch Philipp von Wiegel (1786–1856), der das Unternehmen in seinen Notizen beschrieb. Das Unternehmen führte nicht zum Erfolg. Noch in Russland erhielt Golowkin den Protest der chinesischen Regierung gegen die zu große Personalausstattung der Botschaft. Als er mit reduzierter Mannschaft nach Urga kam, erwartete ihn ein weiteres Schreiben der chinesischen Regierung mit dem genauen Empfangszeremoniell einschließlich eines Kotaus. Golowkin hielt dies für unannehmbar und kehrte nach Sibirien zurück. Wegen des Misserfolgs durfte Golowkin erst im Dezember 1806 aus Irkutsk nach St. Petersburg zurückkehren.
Golowkin war nun beurlaubt und lebte bis 1816 im Ausland. 1808 beauftragte ihn Kaiserin Maria Fjodorowna mit der Vermittlung bei dem Projekt der Verheiratung der Großfürstin Katharina Pawlowna mit Georg von Oldenburg. Die Ehe wurde 1809 geschlossen und endete 1812 durch den Tod Georg von Oldenburgs. Katharina Pawlowna heiratete 1816 in zweiter Ehe Wilhelm I. von Württemberg und starb 1819. 1819 kehrte Golowkin in den russischen Dienst zurück und war Botschafter in Karlsruhe, Stuttgart und Wien bis 1822, worauf er wieder beurlaubt wurde.
1826 gehörte Golowkin beim Prozess gegen die Dekabristen zum Obersten Strafgerichtshof. Nikolai I. ernannte ihn 1831 zum Mitglied des Staatsrats und Oberkammerherrn. 1834 wurde Golowkin zum Ehrenmitglied der St. Petersburger Akademie der Wissenschaften gewählt, und er wurde Kurator des Charkower Wissenschaftsbezirks.
Golowkin starb auf seinem Landgut Konstantinowo in der Ujesd Romny im Gouvernement Poltawa. Dreiviertel seines Landguts mit 12.000 leibeigenen Bauern hatte er in ein Majorat für die Kinder seiner einzigen Tochter Natalja (1787–1860) umgewandelt. Den Rest hatte er verkauft und den Erlös der Frau eines St. Petersburger Theaterbeleuchters vermacht, die lange bei ihm lebte.
Golowkins Neffe war der Schriftsteller Wladimir Alexandrowitsch Sollogub.

## Ehrungen
- Russischer Orden der Heiligen Anna I. Klasse (1799)
- Alexander-Newski-Orden (1801)
- Orden des Heiligen Wladimir II. Klasse (1813), I. Klasse (1840)
- Kaiserlich-Königlicher Orden vom Weißen Adler (1834)
- Orden des Heiligen Andreas des Erstberufenen (1834)